# Louis Marie Joseph Belurgey
Louis Marie Joseph Belurgey de Granville, né à Versailles le 14 octobre 1780 et mort à Paris le 17 janvier 1819, est un auteur dramatique français.

## Biographie
Militaire, il est promu capitaine en 1819, peu de temps avant de trouver la mort. Il est le père de Joseph Félix Amédée Belurgey de Granville, qui sera préfet de l'Aube (1855-1857), de la Mayenne (1857-1865) et de la Meuse (1865).

## Œuvres
- 1800 : La Martingale ou le Secret de gagner au jeu, arlequinade-vaudeville en 1 acte et en prose, avec Francis baron d'Allarde et Joseph Servières, théâtre des Troubadours, 23 décembre ; Rouen, Théâtre des Arts, 21 septembre 1801[5]
- 1818 : La Double Fête, à-propos, avec Jean-Baptiste-Charles Vial, Théâtre de l'Odéon, 24 août